# Блу Стар (футбольний клуб)

Логотип клубу «Блу Стар» до 2014 року

Спортивний клуб «Блу Стар» або просто «Блу Стар» (англ. Blue Star Sport Club) — ланкійський футбольний клуб з Калутари. Виступає у Прем'єр-лізі Шрі-Ланки, найвищому футбольному дивізіоні країни.

## Історія
Заснований у 1988 році в місті Калутара. Клуб по одному разу вигравав Прем'єр-лігу та Трофей чемпіонів Шрі-Ланки.
У 2005 році виступав у Кубку Президента АФК, де дійшов до 1/2 фіналу. На цій стадії клуб зі Шрі-Ланки поступився представнику Таджикистану «Регар-ТадАЗ».

## Досягнення
- Прем'єр-ліга Шрі-Ланки
  -  Чемпіон (1): 2004
  -  Срібний призер (1): 2007

- Третій дивізіон чемпіонату Шрі-Ланки
  -  Чемпіон (2): 1996/97, 1998/99

- Кубку Футбольної асоціації Шрі-Ланки
  -  Фіналіст (2): 2013, 2014

- Кубок президента АФК
  - 1/2 фіналу/3-є місце (1): 2005

- Діалог Трофей чемпіонів
  -  Володар (1): 2004/05
  -  Фіналіст (2): 2003/04, 2007

## Виступи на континентальних турнірах
- Кубок президента АФК: 1 виступ

2005 - 1/2 фіналу